# Hans Otfried von Linstow
Hans Otfried von Linstow (* 16. März 1899 in Wittenberg; † 30. August 1944 in Berlin-Plötzensee) war ein deutscher Oberst im Generalstab und Widerstandskämpfer des 20. Juli 1944.

## Leben
Linstow wurde nach der Teilnahme am Ersten Weltkrieg, in dem er mit beiden Klassen des Eisernen Kreuzes sowie dem Ehrenkreuz III. Klasse des Fürstlichen Hausordens von Hohenzollern mit Schwertern ausgezeichnet wurde, in die Reichswehr übernommen und diente u. a. im Stab der 1. Division in Königsberg. Dort erfolgte am 1. April 1925 die Beförderung zum Oberleutnant.
Im Zweiten Weltkrieg wurde er als Erster Generalstabsoffizier bei verschiedenen Einheiten eingesetzt, so mit der Mobilmachung im August 1939 bis Februar 1940 bei der 15. Infanterie-Division und anschließend beim X. Armeekorps. 1941 war er in dieser Position beim IX. Armeekorps in Russland und 1942 beim stellvertretenden Generalkommando VII in München.
Im April 1944 wurde er nach Paris versetzt und Nachfolger von Oberst Karl-Richard Kossmann als Chef des Stabes beim Militärbefehlshaber Frankreich. Dies war General Carl-Heinrich von Stülpnagel, eine der zentralen Personen des Widerstandes gegen das NS-Regime. Stülpnagel weihte Linstow in die Umsturzpläne ein, der dann die militärischen Aktionen im Rahmen eines Putsches in Paris nach dem Attentat auf Hitler am 20. Juli 1944 leitete. Dabei erfolgte unter anderem die Festnahme des Sicherheitsdienstes.
Nach Bekanntwerden des misslungenen Anschlages wurde der Umsturzversuch abgebrochen und Linstow am 23. Juli verhaftet. Am 24. August wurde er durch den am 2. August 1944 gebildeten Ehrenhof aus der Wehrmacht unehrenhaft ausgestoßen, so dass das Reichskriegsgericht für die Aburteilung nicht mehr zuständig war. Am 29. August 1944 wurde er vom Volksgerichtshof unter dessen Präsidenten Roland Freisler zum Tode verurteilt und am nächsten Tag in Plötzensee gehängt.

## Familie
Linstow war verheiratet mit Ingeborg von Linstow, das Paar hatte drei Kinder, unter anderem Hans-Harald von Linstow (* 1939), der sich in der Folge in der Stiftung 20. Juli 1944 engagierte. Seine Familie lebte während der Kriegsjahre im Haus des Unternehmers und politischen Publizisten Arnold Rechberg am Starnberger See.